# حرکت اسلامی افغانستان
حزب حرکت اسلامی از احزاب مجاهدین افغانستان می‌باشد. این حزب در فروردین (برج حمل) سال ۱۳۵۷ توسط جمعی از روحانیان شیعه افغانستان مقیم حوزه علمیه قم به رهبری آصف محسنی برای مبارزه با حکومت افغانستان تشکیل شد. حرکت اسلامی تنها جریان مهم شیعه مجاهدین افغانستان بود که حاضر نشد به حزب وحدت اسلامی افغانستان که از جانب جمهوری اسلامی ایران تاسیس شده بود، بپیوندد. 
حرکت اسلامی مجموعه‌ای از گروه‌های کوچکی چون: روحانیون مبارز افغانستان، دفاع از محراب، ملت، تشیع، قرآن و عترت، سازمان آزادی، ندای عدالت و… بود. رهبری آن در ابتدا آصف محسنی، سید محمد علی جاوید رئیس شورای مرکزی و شهید غلامحسن کاشفی مسئول نظامی سید حسین انوری و سید اسدالله مسرور   از فرمانده های قدر و بزرگ این حزب بود . 
با وجودی ماهیت شیعی حزب حرکت اسلامی این حزب بعدها به سبب مداخلات ایران در امور افغانستان و فشار برای پیوستن به حزب وحدت به پاکستان کوچید. این حزب در دوران حکومت طالبان به ائتلاف شمال پیوست.

## کارکرد
حزب حرکت اسلامی افغانستان در مرحله اول در افغانستان و خارج از افغانستان پیش رفت طوریکه صدها پایگاه نظامی در افغانستان و خارج از افغانستان داشت  و این پایگاه‌ها در مقابل ارتش شوروی سابق مبارزه می‌کردند و پیروزی‌های زیادی را بدست آوردند.
حزب حرکت اسلامی در بُعد نظامی بیش از ۱۰۰ پایگاه نظامی در ۱۹ ولایت (استان) افغانستان ایجاد نموده و ده‌ها هزار نیروی مسلح را علیه قوای شوروی سابق سازماندهی و رهبری کرد.

## وضعیت کنونی
در سال ۱۳۸۴ محسنی از رهبری این حزب کناره گرفت وسید محمدعلی جاوید به عنوان رهبر این حزب انتخاب شد و فعلا این این حزب به نام حزب حرکت اسلامی آزاد افغانستان در وزارت عدلیه ثبت می باشد.  حزب حرکت اسلامی افغانستان در حال حاضر از لحاظ تشکیلاتی دارای سه بخش عمده و اساسی می‌باشد:
1. رهبری
2. شورای اجرایی حزب حرکت اسلامی افغانستان
3. شورای مرکزی حزب حرکت اسلامی افغانستان